# چکاوک تمینک

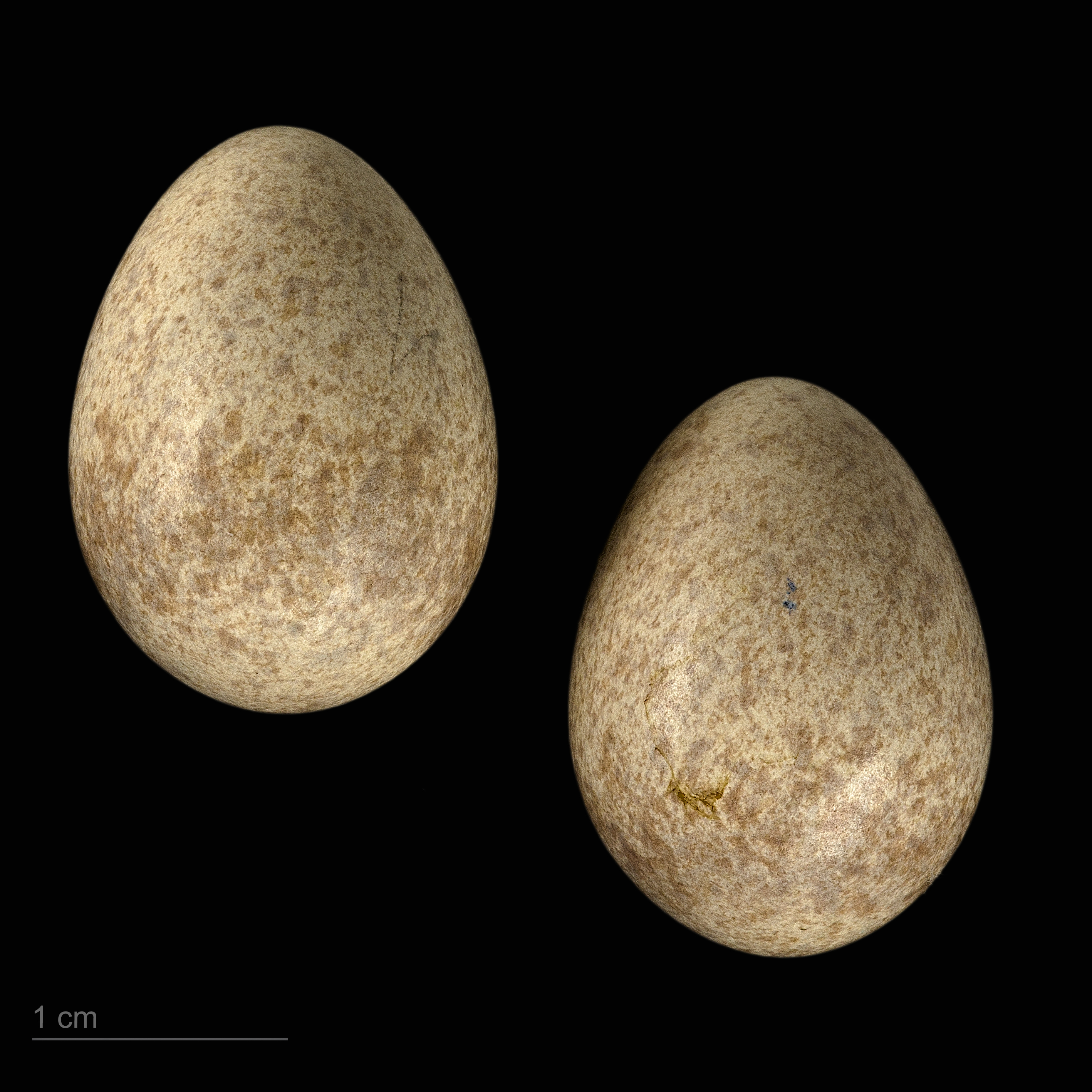
Eremophila bilopha

چکاوک تمینک (نام علمی: Eremophila bilopha) نام یک گونه از سرده چکاوک‌های شاخدار است.